# Aldo Berardi
Aldo Berardi, O.SS.T., né le 30 septembre 1963, est un prêtre catholique français. Le 28 janvier 2023, il est nommé vicaire apostolique d'Arabie septentrionale par le Pape François. Il était auparavant vicaire général de l'Ordre des Trinitaires.

## Biographie
Aldo Berardi est né à Longeville-lès-Metz, le 30 septembre 1963.
En 1979, il entre au séminaire de Montigny-lès-Metz et fréquente le lycée Georges de la Tour de Metz. De 1982 à 1984, il étudie la philosophie au séminaire de Villers-lès-Nancy. Il a ensuite suivi une expérience missionnaire à Madagascar de 1984 à 1986, où il a occupé des postes de professeur de français, de bibliothécaire et de responsable culturel.
En 1986, Aldo Berardi entre au noviciat de l'Ordre des Trinitaires à Cerfroid, et prononce ses premiers vœux en 1987. Il étudie ensuite la théologie au Grand Séminaire de Montréal de 1987 à 1990, et prononce ses vœux perpétuels à Rome, en décembre 1990. Il est, par ailleurs, ordonné prêtre à Ars-sur-Moselle, le 20 juillet 1991.
De 1990 à 1992, Aldo Berardi étudie à l'Académie alphonsienne à Rome et obtient une licence en théologie morale. Pendant ce temps, il a également servi à Caritas . Il est ensuite directeur d'un centre de spiritualité à Cerfroid de 1992 à 1998, et occupe divers postes tels que vicaire paroissial, aumônier scolaire, aumônier d'un hôpital psychiatrique, assistant scout et assistant à l'Action catholique.
De 2000 à 2006, Aldo Berardi dirige le Centre Sainte Bakhita au Caire, qui accueillait des réfugiés soudanais. Il sert dans la paroisse du Sacré-Cœur à Manama, au Bahreïn de 2007 à 2010 et est conseiller provincial de sa congrégation de 2009 à 2012. De 2011 à 2019, il retourne au Vicariat apostolique d'Arabie du Nord, en tant que curé et vicaire épiscopal.
De 2019 à 2023, Berardi est vicaire général de l'Ordre de la Sainte Trinité, président du secrétariat général de la formation et représentant légal du généralat de la Congrégation.

## Évêque
Le 28 janvier 2023, le pape François nomme Aldo Berardi nouveau Vicaire apostolique d'Arabie septentrionale, succédant à Camillo Ballin, décédé le 12 avril 2020.
Il est consacré évêque le 18 mars 2023. La célébration est présidée en la cathédrale Notre-Dame d'Arabie à Awali (en) par le cardinal Miguel Ángel Ayuso Guixot, préfet du Conseil pontifical pour le dialogue inter-religieux assisté de Paul Hinder, vicaire apostolique émérite d'Arabie méridionale et d'Eugene Nugent, nonce apostolique au Bahreïn, Koweït et Qatar.